# Црна хроника
Црна хроника је босанкохерцеговачка криминалистичка ТВ серија, емитована од 2004. до 2007. године на ФТВ. Серија је одликована високим буџетом и задивљујућом глумачком екипом, али је доживела неуспех због лоше гледаности.

## Синопсис
Радња серије прати потрагу неколико важних босанскохерцеговачких криминалних група за Титовим прстеном, који су скинули његови генерали приликом сахране. Прстен, наводно крије шифру од сефа једне швајцарске банке у којој се налази велики дио југословенског новца нестао у току рата из сарајевске банке. Серије такође прати и формирање нове мултиетничке полицијске агенције "Мултифорс", која ће окупити најбоље оперативце, на чијем челу ће се наћи корумпирани ЦИА обавјештајац, који такође трага за прстеном.

## Улоге
| Глумац                | Лик                     | Опис                                                 |
| --------------------- | ----------------------- | ---------------------------------------------------- |
| Татјана Шојић         | Душица Терзић - Душка   | командир полиције                                    |
| Драган Бјелогрлић     | Горан Латиновић         | инспектор полиције                                   |
| Мирсад Тука           | Адем Ковачевић          | инспектор полиције                                   |
| Енис Бешлагић         | Дамир Стрехо            | инспектор полиције                                   |
| Љубиша Самарџић       | Борис Филиповић         | комесар полиције                                     |
| Франо Ласић           | Џеф Полански            | начелник полиције                                    |
| Иво Грегуревић        | Мате Бошњак - Шампион   | вођа једне од водећих банде                          |
| Драган Јовичић        | Рамо Кајтаз             | вођа једне од водећих банди                          |
| Изудин Бајровић       | Мирко Терзић            | Душкин супруг                                        |
| Емир Хаџихафизбеговић | Заим Бибер              | Душкин и Мирков комшија, ратни војни инвалид         |
| Харис Бурина          | Тарик Малкович          | уредник листа "Мета"                                 |
| Саџида Шетић          | Мајда Бјелић            | тужитељка Кантоналног суда                           |
| Ана Карић             | Хана Голбијак           | представник ЕУ (поставља Поланског на чело агенције) |
| Николина Јелисавац    | Сања Бибер              | Горанова сустанарка и Заимова ћека                   |
| Жељко Митровић        | Срђан - Црни            | Сањин рођак, плаћени убица                           |
| Мирај Грбић           | Зебра                   | плаћени убица                                        |
| Тања Кецојевић        | Нада Латиновић          | Горанова супруга                                     |
| Нада Ђуревска         | Тетка Дара              | Горанова и Сањина газдарица                          |
| Белма Лизде Курт      | Светлана                | царински инспектор                                   |
| Снежана Марковић      | Ламија                  | Адемова девојка                                      |
| Јасна Диклић          | Фатима Ковачевић        | Адемова и Акетова мајка                              |
| Зана Марјановић       | Ведрана Станковић       | новинарка листа "Мета"                               |
| Милан Павловић        | Невен Павловић          | новинар листа "Мета"                                 |
| Миодраг Трифунов      | Смајо Кодрић            | новинар листа "Мета"                                 |
| Раде Чоловић          | Јусуф Фарбаш - Јусуфбеј | криминалац                                           |
| Јасмин Мекић          | Асад Фарбаш - Аско      | Јусуфбејов син                                       |
| Владо Керошевић       | Ахмед Беговић - Бег     | криминалац                                           |
| Мухарем Осмић         | Министар Ћамил Мутапчић | Рамов таст                                           |
| Ванеса Глођо          | Амра Кајтаз             | Рамова жена                                          |
| Јасна Орнела Бери     | Мери                    | конобарица                                           |
| Дејан Аћимовић        | Мирослав Бритва - Миро  | купац прстена од генерала                            |
| Тони Пехар            | Хичкок                  | полицијски психолог                                  |
| Михајло Мрваљевић     | Симић                   | Генерал                                              |

## Епизоде
| Сезона | Сезона | Епизоде | Датум емитовања     | Датум емитовања |
| Сезона | Сезона | Епизоде | Почетак             | Крај            |
| ------ | ------ | ------- | ------------------- | --------------- |
|        | 1      | 116     | 20. септембар 2004. | 7. април 2005.  |
|        | 2      | 30      | 19. септембар 2005. | 10. април 2006. |
|        | 3      | 54      | 18. септембар 2006. | 2007.           |

## Грешке у серији
- У неколико епизода се у кадру види микрофон. Исто се десило и у серији "Виза за будућност".
- У 181. епизоди, Борис Филиповић долази да извуче ћерку са клинике за одвикавање и узима кључ собе број 203, а откључава собу број 210 у којој је његова ћерка. Кључ собе број 210 се такође види како виси на табли, али га Борис не узима.
- У неколико епизода је приказано како је Маја била мала кад је почео рат у Босни, а у 195. епизоди је приказано да је рођена 1980. године што је противречно јер би онда током рата имала између 12 и 13 година.
- У 198. епизоди се у неколико кадрова види једна од камера.